# 昂布列夫
昂布列夫（法語：Ambrief）是法国上法兰西大区埃纳省的一个市镇，属于苏瓦松区和维莱科特雷县。该市镇2009年时的人口为70人。

## 人口
昂布列夫人口变化图示
| 数据来源：INSEE |